# Sergio Samitier
Sergio Samitier Samitier (født 31. august 1995 i Barbastro) er en cykelrytter fra Spanien, der er på kontrakt hos Cofidis.